# Jimmy Douglas
Bartholomew McGhee (East Newark, 1898. január 12. – Point Pleasant, 1972. március 5.) egykori amerikai válogatott labdarúgó.
Az amerikai válogatott tagjaként részt vett az 1930-as világbajnokságon

## Sikerei, díjai
USA
- Világbajnoki bronzérmes (1): 1930